# Urd (magazine)
Urd est un magazine féminin norvégien diffusé de 1879 à 1958.

## Historique
Le magazine est nommé d'après Urd, une gardienne de l'Yggdrasil dans la mythologie nordique. Il est fondé par les sœurs Cecilie et Anna Bøe (en) en 1879. Anna en est la rédactrice en chef jusqu'en 1933, tandis que Cecilie est responsable des finances du magazine. Urd se distingue des autres magazines féminins pour son accent sur l'art et la culture, sa promotion du progrès et son empreinte chrétienne. Il comprend des articles à propos de la lutte pour le droit de vote des femmes.
Le magazine disparaît en 1958 en raison de difficultés financières,.